# Vespa discincta
Vespa discincta är en getingart som beskrevs av Martin Lichtenstein 1796. Vespa discincta ingår i släktet bålgetingar, och familjen getingar. Inga underarter finns listade i Catalogue of Life.